# European Speedrunner Assembly
European Speedrunner Assembly (vanligtvis förkortat ESA), tidigare European Speedster Assembly, är ett halvårsvis återkommande speedrun-orienterat evenemang. Sedan den första sammankomsten 2012 har organisationen bakom evenemangen samlat in miljontals kronor till olika välgörenhetsorganisationer, såsom Rädda Barnen och Alzheimerfonden.
Organisationens två huvudsakliga evenemang är ESA Winter, som vanligtvis hålls i februari, samt ESA Summer, som brukar inträffa mellan juli och augusti. Både ESA Summer och ESA Winter pågår vanligtvis under cirka en vecka. Utöver dessa evenemang agerar ESA även värd för mindre speedrunevenemang runtom i Europa, såsom Benelux Speedrunner Gathering (BSG) och United Kingdom Speedrunner Gathering (UKSG). Sedan 2020 har organisationen även drivit Break the Record: Live som generellt är ett tre dagar långt tävlingsinriktat evenemang med fokus på att slå det befintliga världsrekordet i ett förvalt spel och kategori. Organisationen håller även oregelbundet andra evenemang. Sedan 2016 har ESA varit världens andra största speedrunevenemang globalt. Det har beskrivits som "en typ av europeisk federation för dessa virtuella “atleter”."
De olika evenemangen strömmas live på Twitch. Tittare uppmanas att donera för att på olika sätt påverka evenemangets förlopp, såsom att välja namn på spelkaraktärer, låta spelarna genomföra varierande uppgifter eller genom att lägga till extra speedruns i schemat.

## Evenemangsbeskrivning
ESA Summer och ESA Winter, samt majoriteten av övriga speedrunmaraton som ägs av organisationen, samlar in donationer till olika välgörenheter genom att livesända speedruns via Twitch. Evenemanget hålls normalt live med hundratals deltagare från hela världen. Många gånger visar även spelarna upp olika bedrifter såsom att spela en viss sektion med ögonbindel eller genom att öka svårighetsgraden. Även uppvisningar av andra typer av genomspelningar sker, såsom stafetter.
ESA agerar även värd för mindre speedrunevenemang, såsom Benelux Speedrunner Gathering (BSG) och United Kingdom Speedrunner Gathering (UKSG). Dessa evenemang följer liknande koncept.

### Break the Record: Live
Break the Record: Live är ett sponsrat evenemang som ägs av ESA där världseliten i specifika spel och kategorier möts för att slå det befintliga världsrekorden. En prispott fördelas baserat på placering mellan spelarna under evenemanget, med extra prispengar för den som först slår rekordet.
Det första evenemanget annonserades 26 december 2019 med Super Mario 64 som valt spel och "120 stjärnor" som vald kategori. De sju högst rankade Super Mario 64-spelarna flögs till Sverige för att delta live. Evenemanget sponsrades av Elgato Gaming med en basprispott på 5 000 amerikanska dollar, varav vinnaren tog hem 3 000 amerikanska dollar. Ytterligare 5 000 dollar utlovades till den som kunde slå det dåvarande världsrekordet.
I juli 2020 hölls det andra evenemanget, med Doom Eternal som valt spel, under ESA Summer Online 2020. Evenemangets huvudsponsor var Kaspersky Lab.

## Historia

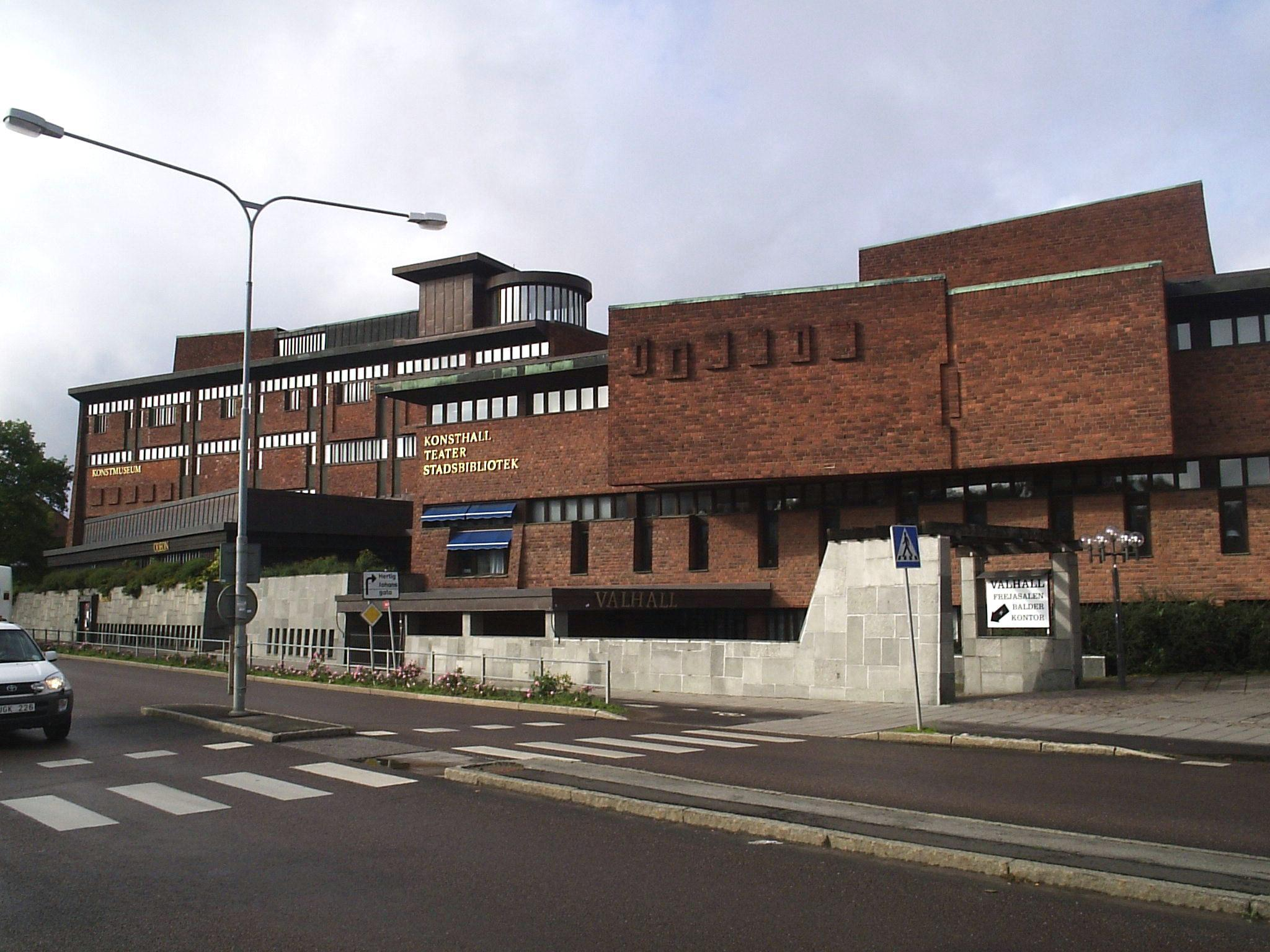
Skövde Kulturhus var evenemangets lokaler 2012 och 2015.

I augusti 2012 genomförde grundarorganisationen Ludendi Spelförening ett speedrunmaraton vid namn European Speedster Assembly i Skövde, där de tog emot donationer til välgörenhetsorganisationen Hand in Hand. Evenemanget var inspirerat av Games Done Quick, ett liknande välgörenhetsmaraton i USA.
Ludendi var fortsatt värd för evenemanget under 2013 och 2014. Sedan 2015 har ESA varit självständigt och flyttade därmed sin onlineverksamhet temporärt till Twitch-kanalen europeanspeedsterassembly.
Under 2016 bytte ESA namn till European Speedrunner Assembly och flyttade åter igen onlineverksamheten till dess nuvarande kanal esamarathon.
Under 2018 registrerades aktiebolaget European Speedrunner Assembly AB. ESA planerade att öppna en E-sport-arena i Växjö i november 2018, vilket senare istället blev en arkadhall.

## Lista över evenemang

### ESA Summer
| Datum                   | Plats och lokal           | Välgörenhet         | Insamlade donationer (USD) | Information / Noteringar |
| ----------------------- | ------------------------- | ------------------- | -------------------------- | --- |
| 16–19 augusti, 2012     | Skövde Kulturhus, Skövde  | Hand in Hand        | $2,607.99-$3,100           | |
| 15–21 juli, 2013        | Nyeport, Skövde           | Läkare utan gränser | $19,221-$20,155.63         | |
| 27 juli–3 augusti, 2014 | Nyeport, Skövde           | Läkare utan gränser | $35,349                    | Under 2014 började ESA använda två sändningskanaler med individuella spelscheman. |
| 28 juni–5 juli, 2015    | Skövde Kulturhus, Skövde  | Läkare utan gränser | $25,171                    | |
| 23–30 juli, 2016        | Fortnox Arena, Växjö      | Rädda barnen        | $31,584                    | European Speedster Assembly bytte namn till European Speedrunner Assembly. Endast en sändningskanal och ett spelschema användes. |
| 22–29 juli, 2017        | Fortnox Arena, Växjö      | Rädda barnen        | $58,626                    | |
| 21–28 juli, 2018        | Quality Hotel View, Malmö | Rädda barnen        | $71,598.34                 | Till följd av införandet av ESA Winter, som lanseradesi februari 2018, blev evenemangen i juli från och med 2018 officiellt kallade ESA Summer. European Speedrunner Assembly AB grundades.                                                                               |
| 20–27 juli, 2019        | Quality Hotel View, Malmö | Alzheimerfonden     | $85,945.87                 | |
| 24 juli–2 augusti, 2020 | Ej tillämpbart            | Alzheimerfonden     | $51,985.15                 | Till följd av Covid-19 pandemin ersattes ESA Summer 2020 med ESA Summer Online, där spelarna sände sina genomspelningar hemifrån. Den planerade sammankomsten flyttades till oktober, men blev sedan helt inställd. Endast en sändningskanal och ett spelschema användes. |

### ESA Winter
| Datum                | Plats och lokal                   | Välgörenhet     | Insamlade donationer (USD) | Information / Noteringar |
| -------------------- | --------------------------------- | --------------- | -------------------------- | --- |
| 20–24 februari, 2018 | Quality Hotel Royal Corner, Växjö | Rädda barnen    | $22,611.53                 | Första gången ESA Winter hölls. Endast en sändningskanal och ett spelschema användes. Över 50 spel visades.                                                           |
| 18–24 februari, 2019 | Quality Hotel Royal Corner, Växjö | Rädda barnen    | $30,075.68                 | ESA Winter började använda båda sändningskanalerna med individuella spelscheman.                                                                                      |
| 16–22 februari, 2020 | Quality Hotel View, Malmö         | Rädda barnen    | $60,570.37                 | |
| 12–21 februari, 2021 | Ej tillämpbart                    | Alzheimerfonden | $47,531.04                 | Till följd av Covid-19 pandemin hölls ESA Winter 2021 online, där spelarna sände sina genomspelningar hemifrån. Endast en sändningskanal och ett spelschema användes. |

### Break the Record: Live
| Datum                       | Spel                  | Kategori                                | Rekordet slaget? | Vinnare  | Prispott      | Huvudsponsor  | Information / Noteringar |
| --------------------------- | --------------------- | --------------------------------------- | ---------------- | -------- | ------------- | ------------- | --- |
| 31 januari–2 februari, 2020 | Super Mario 64        | "120 Star"                              | Ja               | Cheese   | $10,000       | Elgato Gaming | Världsrekordet var officiellt slaget trots att det inte slog den snabbaste publicerade tiden, även denna av Cheese, då denna speedrun var overifierad till följd av delvis saknad video.                                |
| 26-27 juli, 2020            | Doom Eternal          | "No Major Glitches"                     | Ja               | xiae     | $5,000        | Kaspersky     | Hölls under en enskild dag under ESA Summer Online. Till följd av Covid-19 pandemin hölls evenemanget online. |
| 30 oktober–2 november, 2020 | Sonic Adventure DX    | "All Stories"                           | Ja               | Niczur   | $3,000        | Kaspersky     | Till följd av Covid-19 pandemin hölls evenemanget online. |
| 4–7 december, 2020          | Dark Souls Remastered | "All Bosses"                            | Ja               | catalyst | $5,000        | Kaspersky     | Till följd av Covid-19 pandemin hölls evenemanget online. |
| 15–18 januari, 2021         | Spelunky 2            | "All Shortcuts + Tiamat" "Cosmic Ocean" | Ja Nej           | d_tea    | $3,000 $5,000 | Mossmouth     | Två olika kategorier spelades, med den ena under evenemangets första dag och den andra under de sista två dagarna. Till följd av Covid-19 pandemin hölls evenemanget online. Speedrunnern d_tea vann båda kategorierna. |

### Övriga evenemang
| Datum                        | Namn                          | Plats och lokal          | Välgörenhet         | Insamlade donationer (USD) | Information / Beskrivning |
| ---------------------------- | ----------------------------- | ------------------------ | ------------------- | -------------------------- | --- |
| 26–29 november, 2015         | ESA at Dreamhack Winter 2015  | Elmia, Jönköping         | Ej tillämpbart      | Ej tillämpbart             | ESA's första officiella framträdande på DreamHack. |
| 18–21 juni, 2016             | ESA at Dreamhack Summer 2016  | Elmia, Jönköping         | Ej tillämpbart      | Ej tillämpbart             | ESA at Dreamhack Summer 2016 hölls delvis med spelare som sände hemifrån och delvis med spelare på plats i Elmia.                                                        |
| 24–27 november, 2016         | ESA: Winter Highlights 2016   | Elmia, Jönköping         | Ej tillämpbart      | $1,089                     | ESA: Winter Highlights 2016 samlade donationer för att hjälpa ESA som organisation. Evenemanget hölls på DreamHack Winter 2016.                                          |
| 17–19 juni, 2017             | ESA at Dreamhack Summer 2017  | Elmia, Jönköping         | Rädda barnen        | $280                       | |
| 23–26 november, 2018         | ESA Movember                  | Smålands Spelhall, Växjö | Movember Foundation | $7,199.62                  | ESA Movember hölls delvis med spelare som sände hemifrån och delvis med spelare på plats i Smålands Spelhall.                                                            |
| 13–14 april, 2019            | ESA TwitchCon Europe 2019     | CityCube Berlin, Berlin  | Movember Foundation | $6,175.67                  | Schemat för ESA TwitchCon Europe 2019 skapades genom att bjuda in etablerade speedrunners. Evenemanget hölls på TwitchCon Europe 2019.                                   |
| 29 november–1 december, 2019 | ESA @ Dreamhack Winter 2019   | Elmia, Jönköping         | Movember Foundation | $3,809.63                  | Schemat för ESA @ Dreamhack Winter 2019 skapades genom att bjuda in etablerade speedrunners.                                                                             |
| 29-30 december, 2019         | ESA Vinterspelen / Metakothon | Stortorget, Malmö        | Rädda barnen        | $2,469.56                  | Ett mindre evenemang som hölls på Stortorget i Malmö. Evenemanget hölls i en glascontainer och bestod endast av speedruns genomförda av en speedrunner med alias Metako. |
| 6–14 april, 2020             | ESA Together                  | Ej tillämpbart           | Ej tillämpbart      | $12,344.85                 | ESA Together hölls för att sponsra ESA och kommande evenemang till följd av Covid-19 pandemin.                                                                           |
| 28 maj–1 juni, 2020          | ESA Corona Relief             | Ej tillämpbart           | Rädda barnen        | $25,238.05                 | ESA Corona Relief samlade in donationer till Rädda Barnens coronavirusarbete under Covid-19 pandemin.                                                                    |